# Tour de Lombardie 1940
Le Tour de Lombardie 1940 est la 36e édition de cette course cycliste. Il est remporté par Gino Bartali, à Milan.

## Classement final
| Pos. | Coureur           | Pays   | Équipe | Temps              |
| ---- | ----------------- | ------ | ------ | ------------------ |
| 1    | Gino Bartali      | Italie |        | en 6 h 32 min 57 s |
| 2    | Osvaldo Bailo     | Italie |        | + 4 min 07 s       |
| 3    | Cino Cinelli      | Italie |        | + 4 min 07 s       |
| 4    | Adolfo Leoni      | Italie |        | + 4 min 07 s       |
| 5    | Severino Canavesi | Italie |        | + 4 min 07 s       |
| 6    | Enrico Mollo      | Italie |        | + 4 min 07 s       |
| 7    | Salvatore Crippa  | Italie |        | + 4 min 07 s       |
| 8    | Guerrino Tomasoni | Italie |        | + 4 min 07 s       |
| 9    | Lucciano Succi    | Italie |        | + 4 min 07 s       |
| 10   | Giovanni Valetti  | Italie |        | + 4 min 07 s       |